# Nobody Else
Nobody Else é o terceiro álbum de estúdio da boy band britânica Take That e foi o último até o álbum Beautiful World, de 2006 e com o cantor Robbie Williams antes do retorno dele em 2010.

## Sobre o álbum
Nobody Else foi o último álbum de estúdio de Take That antes de se separarem em 1996. O álbum gerou três singles número 1: "Sure", "Back for Good" e "Never Forget". O lançamento do single de "Never Forget", em julho de 1995 marcou a saída de Robbie Williams. O álbum alcançou o número um nas paradas britânica, alemã, holandesa, irlandesa, belga, austríaca, italiana e suíça e também foi lançado nos Estados Unidos pela Arista Records em 15 de agosto de 1995, com uma lista de faixas diferentes que contêm muitos dos seus singles anteriores. Em apoio do álbum, a banda passou na turnê Nobody Else Tour, tocando em 31 datas entre os países como o Reino Unido, Austrália, Tailândia, Singapura e no Japão. O filme do concerto foi lançado em vídeo, intitulado Nobody Else: The Movie. O álbum foi certificado como 2x Platina no Reino Unido. "All That Matters to Me" é exibido exclusivamente na edição japonesa e uma edição expandida do álbum foi lançada em 2006.
No Brasil esteve presente em duas trilhas sonoras de novelas. A faixa título "Nobody Else" integrou a trilha sonora internacional de Cara & Coroa em 1995, como tema dos personagens "Cacilda" e "Aníbal", interpretados respectivamente por Arlete Salles e Hugo Carvana.

Trilha Sonora "Explode Coração Internacional", lançado pela Som Livre em 1996, onde a canção "Back For Good" esteve incluída.

Em 1996 foi a vez de "Back for Good" abrir a trilha sonora internacional de Explode Coração como tema da personagem "Eugênia", interpretada por Françoise Forton.

## Faixas
Todas as faixas escritas e compostas por Gary Barlow, exceto onde observado. 
| Edição standard |                          |                                         |         |  |
| N.º             | Título                   | Compositor(es)                          | Duração |  |
| 1.              | "Sure"                   | Gary Barlow, Mark Owen, Robbie Williams | 3:42    |  |
| 2.              | "Back for Good"          |                                         | 4:02    |  |
| 3.              | "Every Guy"              |                                         | 3:59    |  |
| 4.              | "Sunday to Saturday"     | Gary Barlow, Howard Donald, Mark Owen   | 5:03    |  |
| 5.              | "Nobody Else"            |                                         | 5:48    |  |
| 6.              | "Never Forget"           |                                         | 5:12    |  |
| 7.              | "Hanging Onto Your Love" | Gary Barlow, David Morales              | 4:09    |  |
| 8.              | "Holding Back the Tears" |                                         | 5:29    |  |
| 9.              | "Hate It"                |                                         | 3:41    |  |
| 10.             | "Lady Tonight"           |                                         | 4:37    |  |
| 11.             | "The Day After Tomorrow" |                                         | 4:53    |  |
| Duração total:  | Duração total:           | Duração total:                          | 50:35   |  |

- Esta é a edição original do álbum que foi lançado pela BMG em 1995 no Brasil.

| Edição japonesa com faixas bônus |                                |                |         |  |
| N.º                              | Título                         | Compositor(es) | Duração |  |
| 12.                              | "All That Matters to Me"       | Gary Barlow    | 5:26    |  |
| 13.                              | "Back for Good" (Instrumental) | Gary Barlow    | 4:02    |  |

| Edição expandida |                             |                                         |         |  |
| N.º              | Título                      | Compositor(es)                          | Duração |  |
| 12.              | "Sure" (Full Pressure Mix)  | Gary Barlow, Mark Owen, Robbie Williams | 5:37    |  |
| 13.              | "Back for Good" (Urban Mix) | Gary Barlow                             | 4:00    |  |
| 14.              | "Every Guy" (Live)          | Gary Barlow                             | 5:36    |  |

| Edição americana |                           |         |  |
| N.º              | Título                    | Duração |  |
| 1.               | "Sure"                    | 3:42    |  |
| 2.               | "Back for Good"           | 4:02    |  |
| 3.               | "Babe"                    | 4:51    |  |
| 4.               | "Pray"                    | 3:43    |  |
| 5.               | "Nobody Else"             | 5:48    |  |
| 6.               | "Never Forget"            | 5:12    |  |
| 7.               | "Holding Back the Tears"  | 3:41    |  |
| 8.               | "Every Guy"               | 3:59    |  |
| 9.               | "Love Ain't Here Anymore" | 3:57    |  |
| 10.              | "The Day After Tomorrow"  | 4:53    |  |
| Duração total:   | Duração total:            | 41:08   |  |

| Edição australiana |                          |         |  |
| N.º                | Título                   | Duração |  |
| 1.                 | "Hanging Onto Your Love" | 4:09    |  |
| 2.                 | "Holding Back the Tears" | 5:29    |  |
| 3.                 | "Hate It"                | 3:41    |  |
| 4.                 | "Lady Tonight"           | 4:37    |  |
| 5.                 | "The Day After Tomorrow" | 4:53    |  |
| 6.                 | "Sure"                   | 3:42    |  |
| 7.                 | "Back for Good"          | 4:02    |  |
| 8.                 | "Every Guy"              | 3:59    |  |
| 9.                 | "Sunday to Saturday"     | 5:03    |  |
| 10.                | "Nobody Else"            | 5:48    |  |
| 11.                | "Never Forget"           | 5:12    |  |
| Duração total:     | Duração total:           | 50:35   |  |

## Certificações
| Indústria fonográfica | Certificação |
| --------------------- | ------------ |
| BPI                   | 2× Platina   |
| IFPI                  | 2× Platina   |

## Desempenho nas paradas
| Parada (1995)                   | Posição |
| ------------------------------- | ------- |
| Australian Albums Chart         | 2       |
| Austrian Albums Chart           | 1       |
| Belgian (Flanders) Albums Chart | 1       |
| Belgian (Walonia) Albums Chart  | 2       |
| Canadian Albums Chart           | 23      |
| Dutch Albums Chart              | 1       |
| European Top 100 Albums         | 1       |
| German Albums Chart             | 1       |
| Hungarian Albums Chart          | 5       |
| Irish Albums Chart              | 1       |
| Italian Albums Chart            | 1       |
| New Zealand Albums Chart        | 21      |
| Norwegian Albums Chart          | 4       |
| Spanish Albums Chart (Espanha)  | 2       |
| Swedish Albums Chart            | 7       |
| Swiss Albums Chart              | 1       |
| UK Albums Chart                 | 1       |
| U.S. Billboard 200              | 69      |

| Parada (1995)   | Posição |
| --------------- | ------- |
| UK Albums Chart | 26      |

| Parada (1995)                  | Posição |
| ------------------------------ | ------- |
| Austrian Albums Chart          | 21      |
| Belgian (Flanders) Album Chart | 21      |
| Belgian (Wallonia) Album Chart | 28      |
| Italian Albums Chart           | 9       |
| Swiss Albums Chart             | 16      |
| UK Albums Chart                | 4       |

## Nobody Else - The Movie
Nobody Else - The Movie foi lançado 4 de dezembro de 1995. Take That gravou ao vivo sua primeira turnê depois da saída de Robbie Williams. O vídeo foi dirigido por David Amphlett.
| N.º | Título                          | Compositor(es)                           | Duração |  |
| 1.  | "Relight My Fire"               | Dan Hartman                              | 4:06    |  |
| 2.  | "Sunday to Saturday"            | Barlow, Donald, Owen                     | 3:34    |  |
| 3.  | "Hate It"                       |                                          | 3:23    |  |
| 4.  | "Lady Tonight"                  |                                          | 4:14    |  |
| 5.  | "Babe"                          |                                          | 5:40    |  |
| 6.  | "Every Guy"                     |                                          | 5:10    |  |
| 7.  | "Why Can't I Wake Up With You?" |                                          | 1:51    |  |
| 8.  | "Sure"                          | Barlow, Owen, Williams                   | 2:17    |  |
| 9.  | "Every Guy (Reprise)"           |                                          | 0:58    |  |
| 10. | "Back for Good"                 |                                          | 6:05    |  |
| 11. | "Another Brick in the Wall"     | Roger Waters                             | 5:58    |  |
| 12. | "Smells Like Teen Spirit"       | Kurt Cobain, Dave Grohl, Krist Novoselic | 3:49    |  |
| 13. | "A Million Love Songs"          |                                          | 0:41    |  |
| 14. | "Could It Be Magic"             | Barry Manilow                            | 3:30    |  |
| 15. | "I Found Heaven"                | Billy Griffin, Ian Levine                | 1:14    |  |
| 16. | "It Only Takes a Minute"        | Brian Potter, Dennis Lambert             | 1:14    |  |
| 17. | "Everything Changes"            | Barlow, Baylis, Kennedy, Ward            | 2:10    |  |
| 18. | "Holding Back the Tears"        |                                          | 4:36    |  |
| 19. | "Day After Tomorrow"            |                                          | 3:38    |  |
| 20. | "Pray"                          |                                          | 4:07    |  |
| 21. | "Never Forget"                  |                                          | 7:25    |  |
| 22. | "Sure" (Promo Version)          |                                          | 3:33    |  |
| 23. | "Back for Good" (Promo Version) |                                          | 3:56    |  |
| 24. | "Never Forget" (Promo Version)  |                                          | 5:28    |  |

Fontes
- Nobody Else: The Movie no Discogs
- Nobody Else: The Movie no IMDb